# Попович, Реля
Реля Попович (серб. Реља Поповић; 2 августа 1989 Белград, Сербия) — сербский актёр и певец, рэпер.

## Биография
Попович родился 2 августа 1989 года в Белграде, СФР Югославия. Его мать, Зоя Беголли (урожденная Джокович), была балериной национального театра и преподавателем в академии художеств, а отец, Срджан Попович, работал спортивным журналистом. Попович потерял отца в 1991 году и вырос в районе Павильони в Нови — Белграде. В детстве он увлекся хип-хопом, знакомство с такими артистами, как Эминем, Jay-Z и Juice, произошло благодаря старшему брату Мише.
После окончания высшей школы гостеприимства и туризма в Белграде, Попович получил травму в живот, защищая свою подругу.

## Карьера
Попович начал свою музыкальную карьеру вместе со своим другом детства Владимиром Матовичем в составе Elitni Odredi. Вместе они выпустили один студийный альбом и несколько синглов, привлекших внимание публики. После расформирования дуэта, Попович начал сольную карьеру, выпустив ряд синглов и альбомов. Он также снялся в нескольких фильмах и номинировался на различные кинонаграды за свои роли.
В настоящее время он продолжает активную творческую деятельность и сотрудничает с другими артистами.

## Личная жизнь
Реля был в отношениях с сербской певицей Николией Йованович. В их браке родилось две дочери.